# R Близнецов
R Близнецов — технециевая переменная звезда типа Миры в созвездии Близнецов, приблизительно в 575 парсеках (1880 световых лет) от нас. В момент максимума яркости её видимая звёздная величина обычно составляет 6—7, в то время как минимум — 14.
Это один из ярчайших известных примеров звёзд S-типа, которые похожи на звёзды М-типа, но их спектр включает оксид циркония, оксид иттрия и технеций. Эти экзотические элементы образуются в звёздном ядре. Технеций имеет период полураспада всего 4,2 миллиона лет, следовательно он был синтезирован в ядре сравнительно недавно. R Близнецов имеет необычную даже для звёзд S-типа концентрацию технеция.